# Symmimetis rivula
Symmimetis rivula är en fjärilsart som beskrevs av George Francis Hampson 1903. Symmimetis rivula ingår i släktet Symmimetis och familjen mätare. Inga underarter finns listade i Catalogue of Life.